# Занулье (сельское поселение)
Занулье — административно-территориальная единица (административная территория село Занулье с подчинённой ему территорией) и муниципальное образование (сельское поселение с полным официальным наименованием муниципальное образование сельского поселения «Занулье») в составе Прилузского района Республики Коми Российской Федерации.
Административный центр — село Занулье.

## История
Статус и границы административной территории установлены Законом Республики Коми от 6 марта 2006 года № 13-РЗ «Об административно-территориальном устройстве Республики Коми».
Статус и границы сельского поселения установлены Законом Республики Коми от 5 марта 2005 года № 11-РЗ «О территориальной организации местного самоуправления в Республике Коми».

## Население
| 2010 | 2011 | 2012 | 2013 | 2014 | 2015 | 2016 |
| ---- | ---- | ---- | ---- | ---- | ---- | ---- |
| 132  | ↘131 | ↘122 | ↘113 | ↘107 | ↘105 | ↘100 |
| 2017 | 2018 | 2019 | 2020 | 2021 |      |      |
| ↘94  | ↘92  | ↘91  | ↘89  | ↗179 |      |      |

## Состав
Состав административной территории и сельского поселения:
| № | Населённый пункт | Тип населённого пункта       | Население |
| - | ---------------- | ---------------------------- | --------- |
| 1 | Занулье          | село, административный центр | 109       |
| 2 | Мишаково         | деревня                      | 23        |

## Местное самоуправление
Юридический адрес: 168142, село Занулье, ул. Центральная, 29.

## Экономика
Основу экономики составляет туризм. В селе Занулье работает музей, имеются дома для приема туристов. Ведётся строительство ещё одного туристско-оздоровительного центра «Нюла», включающего коттеджи для туристов, лыжную базу «Овраги», пруд с мельницей, рыболовную и охотничью базы в лесном массиве поблизости от села. В районе деревни Рудник строятся аттракционы. Общая стоимость проекта 98 миллионов рублей. Действует туристический маршрут «Алая лента», получивший название по первому роману на языке коми, автор которого писатель В. Юхнин был уроженцем этих мест.